# Wang Meng (schilder)

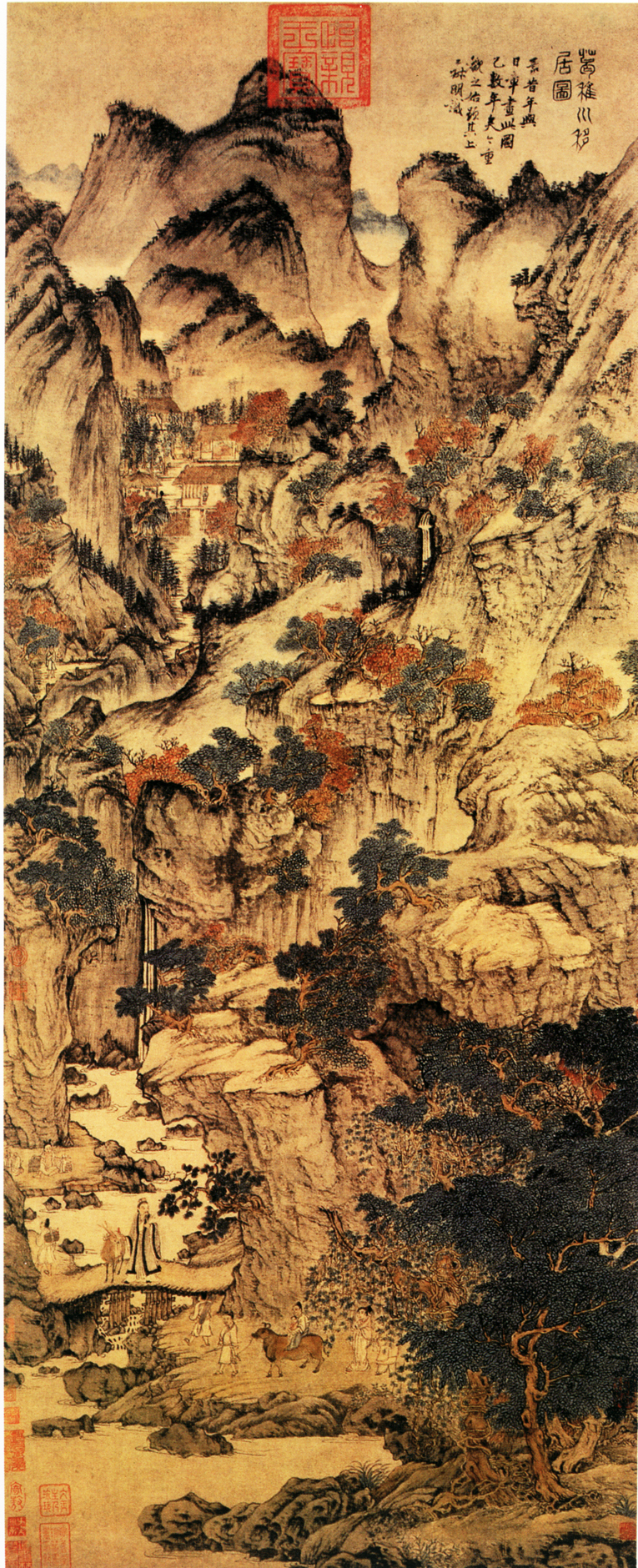
Verhuizing van Ge Zhichuan (葛稚川移居图), handrol met gewassen inkt en kleur op papier, collectie Paleismuseum in de Verboden Stad

Wang Meng (王蒙; 1308–1385) was een Chinees kunstschilder die actief was tijdens de Yuan-periode en de vroege Ming. Zijn omgangsnaam was Shuming (叔明) en zijn artistieke namen Huanghe Shanqiao (黃鶴山樵) en Xiangguang Jushi (香光居士).

## Biografie
Wang Meng werd in 1308 geboren in Wuxing, het huidige Huzhou in de provincie Zhejiang. Hij was een kleinzoon van de kunstschilder Zhao Mengfu (1254–1322), een lid van de keizerlijke Song-familie.
Zowel aan het hof van de Mongoolse Yuan-dynastie als die van de Ming-dynastie bekleedde Wang Meng een bescheiden functie. Hij had echter connecties met Hu Weiyong, de premier die samenzwoer tegen keizer Hongwu. Door zijn connectie met Hu bracht Wang de laatste vijf jaar van zijn leven door in de gevangenis.

## Werken
Wang Meng wordt samen met Huang Gongwang (1269–1354), Wu Zhen (1280–1354) en Ni Zan (1301–1374) gerekend tot de canon van de Vier Meesters van de Yuan-dynastie. Deze groep landschapsschilders verwierpen de orthodoxe conventies die hofschilders hanteerden. Hun shan shui-werken waren geen natuurgetrouwe afbeeldingen van de werkelijkheid, maar expressieve schilderingen die de kijker inzicht gaven in hun gemoedstoestand.
Wang Meng was de jongste van de vier en in zijn tijd de minst bekende. Hij bestudeerde de stijl van oude meesters als Wang Wei, Dong Yuan en Juran en ontwikkelde deze tot een eigen, persoonlijke stijl. Wang Meng onderscheidde zich door zijn gebruik van stroperige, grillig gevormde penseelstreken, die samen een dicht en complex patroon vormen. Deze stijl week sterk af van die van zijn vriend Ni Zan, die weinig inkt gebruikte voor zijn ingetogen landschappen. De complexe schildersstijl van Wang Meng had een significante invloed op Dong Qichang (1555–1636) en veel andere gerenommeerde landschapsschilders.
- CiNii: DA09800877
- Gemeinsame Normdatei: 118980319
- International Standard Name Identifier: 0000 0000 6316 5102
- KulturNav: 23bce1a3-fefa-4c70-aa56-522abd4a0539
- Library of Congress Control Number: nr90012932
- Bibliotheek van het Japanse parlement: 00617586
- Nationale bibliotheek van Australië: 36685857
- Nationale Bibliotheek van Israël: 987007432640005171
- Nederlandse Thesaurus van Auteursnamen: 185592228
- Système universitaire de documentation: 171546229
- Trove: 1396232
- Union List of Artist Names: 500327905
- Virtual International Authority File: 812075
- WorldCat: E39PBJxRCQFvCx696KjfVQ7JXd